# Койко-день
Койко-день (от рус. койка + день) — экономическая условная единица, равная суткам пребывания одного человека, занимающего спальное место (койку). 
Койко-день применяется преимущественно в медицине для учёта работы стационаров лечебно-профилактических учреждений, но также используется и для учёта деятельности гостиниц, общежитий, домов отдыха, пансионатов и прочего. Дни прибытия и отбытия (например, дни госпитализации в стационар и выписки из него) обычно считаются за один койко-день. Единица используется в отчётности, планировании, анализе деятельности учреждения, медицинском страховании и тому подобное. 

## Обозначения
Согласно Общероссийскому классификатору единиц измерения (ОКЕИ):
| Название единицы измерения | Код ОКЕИ | Национальное условное обозначение | Национальное кодовое буквенное обозначение |
| -------------------------- | -------- | --------------------------------- | ------------------------------------------ |
| Койко-день                 | 9111     | койк. дн                          | КОЙК ДН                                    |